# Bundesbericht Forschung und Innovation
Der Bundesbericht Forschung und Innovation  (kurz: BUFI, früher nur Bundesbericht Forschung) ist die regelmäßige Forschungsberichterstattung der Deutschen Bundesregierung und der deutschen Länder. Er wird alle zwei Jahre veröffentlicht und gibt einen Überblick über Forschungspolitik und Forschungsprogramme der deutschen Bundesregierung und der deutschen Länder. Neben den Programmen wird auch eine Übersicht über die Ressortforschung des Bundes und der Länder und die vorwiegend öffentlich finanzierte universitäre und außeruniversitäre Forschung in Deutschland gegeben. Der Bericht erscheint in einer Druckfassung und einer elektronischen Fassung; weiterhin gibt es eine Kurzfassung. Die Federführung für die Erstellung innerhalb der Bundesregierung liegt beim Bundesministerium für Bildung und Forschung (BMBF).